# Jamie Jones
Jamie Jones (Neath, 14 febbraio 1988) è un giocatore di snooker gallese.